# Татевски манастир
Татевски манастир (јерм. Տաթեւի Վանք) је манастир Јерменске апостолске цркве (ЈАЦ) из 9. века. Налази се на југоистоку Јерменије, у марзу Сјуник, у близини града Гориса. Удаљен је 280 км од Јеревана.
Изграђен је на платоу на ивици дубоке клисуре реке Воротан. Седиште је Сјуникске епархје ЈАЦ и кроз историју имао је важну улогу у политичком, културном и духовном животу тог дела Јерменије. Током 14. и 15. века Татевски манастир је био један од водећих образовних центара тог времена у Јерменији, познат по преписивачкој делатности и стварању минијатура.

## Етимологија
Према предању, манастир је добио име по ученику светог апостола Тадеја, Еустатеусу који је проповедао хришћанство у овом подручју и био мученички погубљен.
Друга верзија о имену манастира односи се на легенду о изградњи прве цркве. Ученик главног зидара се сваке вечери тајно пењао на црквени звоник желећи сам да постави крст на врху. У једном тренутку видевши га господар га је позвао, ученик се препао, изгубио ослонац и пао у провалију. Падајући у провалију несретни шегрт је молио Господа да му да крила узвикујући „Та Тев!“ (дај ми крила) и од тог његовог узвика настаде касније име манастира.

## Историјат
Татевски манастир се налази на југоистоку Јерменије, у подручју древне јерменске провинције Сјуник, у близини града Гориса и на удаљености од 280 км југоисточно од Јеревана. Литица на којој је манастир изграђен у предхришћанско доба јерменске историје служила је као пагански храм који је касније, након прихватања хришћанства од стране Јермена у 4. веку заменила скромна хришћанска богомоља.
Изградња манастира започела је у 9. веку када је он постао и седиште епископије. Степанос Орбелијан је у својој „Историји Сјуника“ је описивао изградњу нове цркве, која је саграђена одмах уз стару богомољу 848. уз велику помоћ тадашњег принца Сјуника Филипа. Економска, политичка и верска моћ центра је убрзано расла и јавила се потреба за изградњем већег комплекса. Тадашњи епископ Хованес је издејствовао од књаза Ашота дозволу и средства за изградњу новог манастира.
Већ почетком 11. века у манастиру је живело преко 1.000 монаха и разних мајстора и занатлија. Убрзан раст овог места није остао незапажен код суседних народа, па је тако 1044. војска суседног емирата у потпуности уништила главну цркву Светог Григорија и околне грађевине, али су све грађевине убрзо обновљене. Године 1087. нешто северније од зидина манастира саграђена је Богородичина црква.
Манастир је доживео велика страдања током Селџучких инвазија у 12. веку али и од земљотреса из 1136. године. Године 1170. Селџуци су опљачкали манастир и спалили око 10.000 веома вредних списа. Манастир је обновљен крајем 12. века под управом епископа Степаноса.
За време владавине Монгола, манастирски посед је био ослобођен плаћања пореза. Оснивањем универзитета у оквиру манастира у 14. веку Татев је постао најважније културно и просветно седиште Јерменије тог времена.
Током Тамерланових напада на Сјуник (1381—1387) татев је више пута опљачкан и паљен, а одузет му је и значајан део имовине. Страдања није био поштеђен ни током упада војске шаха Шакруха 1434. године. 
Праву ренесансу манастир је доживео током 17. и 18. века када су старе грађевине у потпуности обновљене, а комплекс је знатно и проширен. Ново пљачкање доживео је током упада Персијанаца 1796. године. Године 1836. Татевски манастир је изгубио сав политички утицај након што је тај део Јерменије постао део Јереванске епископије.
У новије време, манастир је највећу штету претрпео од земљотреса 1931. када је уништен звоник и купола на цркви светог Петра и Павла. Црква је касније обновљена, али звоник и дан данас стоји у рушевинама.
Године 1995. Татевски манастир је био кандидат за УНЕСКО листу Светске културне баштине, али није изабран у ту категорију. Занимљиво је да је 16. октобра 2010. отворена велика жичара, такозвана „Крила Татева“ дугачка 5,7 км, која повезује манастир са суседном обалом реке Воротан - највећа жичара те врсте на целом Кавказу.

## Манастирски комплекс
Манастиркси комплекс чине три цркве (Петропавловска, Григорија Просветитеља и Богородичина црква), библиотека, конак, звоник, гробље и административна зграда.
Занимљиво је да је у склопу манастира саграђено огромно клатно Гавазан. Стуб је изграђен у 10. веку и једина је грађевина у манастирксом комплексу која је преживела све инвазије и земљотресе без икаквих оштећења.
Током 14. века у јужном, западном и севрном делу манастира подигнуте су бројне зграде за становање и административне послове. У 18. веку дограђени су и епископски двор, нове монашке келије, складишта за робу, трпезарија, кухиња, пекара и винарија. Саграђено је и 16 правоугаоних учионица са лучним плафонима дуж главног утврђења.

### Црква светих Петра и Павла
Црква посвећена светим апостолима Петру и Павлу грађена је у периоди 895—906. и вероватно је саграђена на месту старе црквице чије име је и преузела. Често се назива и Апостолском или Саборном црквом. На западном зиду цркве стоји камени крст постављен од стране њеног творца, епископа Хованеса који пружа вредне податке о начину на који је црква грађена.
Сама црква је правоугаона базилика са правцем пружања од запада ка истоку. Олтар се налази уз апсиду на источној страни. Централну куполу држе два стуба. Кров је двоводни и прекривен је каменим плочама. Унутрашње и спољашње зидине су украшене тесаним каменом. Дуж зидова и на самој куполи су веома уски прозори који осветљавају унутрашњост. На источној фасади се налазе нише са барељефима ктирора цркве.
Унутрашњи зидови су украшени фрескама које су радили француски мајстори доведени из Цариграда 930. године. Ликови светитеља и ктитора на фрескама су рађени у православном стилу, а сви натписи су на јерменском језику. На источној апсиди се налази фреска Христа са Апостолима. На западном зиду су слике Страшног суда, на северном је приказано Христово рођење. Међутим највећи део тих фресака остао је очуван само у сегментима.

### Црква светог Григорија Просветитеља
Црква светог Григорија Просветитеља налази се уз јужни зид Апостолске цркве, а грађена је између 836. и 848. уз велику финансијску подршку принца Филипа Сјунишког. Обновљена је у 11. веку, али је у потпуности страдала у земљотресу 1138. Обновљена је тек 1295. године.
Ова црквица је веома једноставне конструкције, без куполе. Лукове који носе кров придржавају по три стуба који се налазе у северним и јужним зидовима. Улаз је украшен барељефом.

### Богородичина црква
Богородичина или Астватцинска црква налази се у северном делу комплекса. Подигнута је 1087. као секундарна грађевина испод које се налази гробница. Унутрашњост је јако мала, и изнад централног дела се издиже торањ, а на свим странама (осим са западне) налазе се нише.
Била је тешко оштећена у земљотресу 1931. али је потпуно реконструиснана крајем прошлог века.

### Гавазан
Гавазан представља висећи стуб (Гавазан Сиун) изграђен у част Свете Тројице јужно од Апостолске цркве 904. године. Овај осмоугаони камени стуб је висок 8 метара и на његовом врху се налази велики камени крст.
Занимљиво је да је стуб изграђен на принципу клатна и служио је као својеврсан сеизмограф. Сеизмички таласи, па чак и благи додир људске руке померају овај стуб из равнотеже и узрокују његово њихање.
Гавазан је једини објекат у манастирском комплексу који за својих хиљаду година никада није био рушен нити обнављан. И данас стоји онаквим какав је и направљен пре 1100 година.